# 卡爾森岩
卡爾森岩（英語：Karlsen Rock），是南極洲的岩石，位於南奧克尼群島的科羅內申島西北端，由挪威捕鯨者繪入地圖，該岩石現時由南極條約體系管理。